# Condado de Foard
O Condado de Foard é um dos 254 condados do Estado americano do Texas. A sede do condado é Crowell, e sua maior cidade é Crowell.
O condado possui uma área de 1 833 km² (dos quais 3 km² estão cobertos por água), uma população de 1 622 habitantes, e uma densidade populacional de 1 hab/km² (segundo o censo nacional de 2000).
O condado foi fundado em 1891.